# DVB

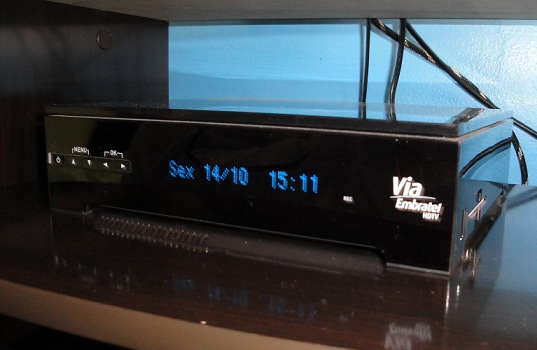
Um aparelho receptor DVB

A Transmissão de Vídeo Digital (do inglês Digital Video Broadcasting, de sigla DVB), popularmente chamado de televisão digital, de sigla DTV (do inglês Digital Television), é um padrão europeu de televisão digital projetado a partir da década de 1980 pelo consórcio que hoje possui 250 integrantes de 15 países. Desde 1998, está em operação no Reino Unido, tendo chegado a outros países da União Europeia e à Austrália. Está previsto para ser implantado na Índia, na Nova Zelândia e cerca de outros 20 países. Detém um mercado atual de 270 milhões de receptores.
O padrão trabalha com conteúdo audiovisual nas três configurações de qualidade de imagem: HDTV (1080 linhas entrelaçadas), EDTV (576 linhas progressivas) e SDTV (576 linhas entrelaçadas). Nas duas últimas configurações, permite a transmissão simultânea de mais de um programa por canal, permitindo uma média de quatro. No início de sua implantação, apresentou dificuldades de recepção na Inglaterra, sendo sujeito à interferência de ruídos de eletrodomésticos ou motores.
DVB é o padrão adotado pelas principais operadoras privadas de TV por assinatura por satélite. Em Portugal, tem sido adoptado nos canais pay-per-view de televisão por cabo como alternativa ao sistema analógico.

Diferentes sistemas de televisão digital terrestre

O padrão DVB é designado de acordo com o serviço ao qual está vinculado:
- DVB-T - Transmissões terrestres (TV aberta em VHF ou UHF convencional);
- DVB-S - Transmissões por satélite (TV por assinatura e tv FTA);
- DVB-C - Serviço de TV por cabo;
- DVB-H - Transmissão para dispositivos móveis, tais como celulares e PDA's;
- DVB-MHP - Padrão de middleware Multimedia Home Plataform;
- IPTV - Transmissão por IP através de uma rede privada.

Outras informações:
- Aplicações - EPG, t-GOV, t-COM, Internet
- Middleware - MHP/MHEG
- Compressão - MPEG-2 e MPEG-2 SDTV
- Transporte - MPEG-2
- Modulação - COFDM